# Mindūnai
Mindūnai è una città del distretto di Molėtai della contea di Utena, nell’est della Lituania. Secondo un censimento del 2011, la popolazione ammonta a 190 abitanti.
Assieme agli insediamenti circostanti, costituisce una seniūnija. È territorialmente compresa nel parco nazionale dell'Aukštaitija.

## Storia
Mindūnai è stata menzionata per la prima volta in atti ufficiali nel 1661. Alcune fonti successive parlano di Kotryna Mindunyčia.
Nel 1913 fu costruita una scuola elementare operativa fino al 2004. Mindūnai ospita un discreto museo storico. Nel 1950 è stata edificata una biblioteca. 
Nel periodo sovietico, fu costruita una Casa di cultura (il progetto fu esposto in una mostra globale), ma in seguito il ruolo fu ridefinito a causa delle sue dimensioni e impraticabilità. Sempre in quest’epoca, il centro abitato divenne sede di fattorie collettive.

## Galleria d’immagini

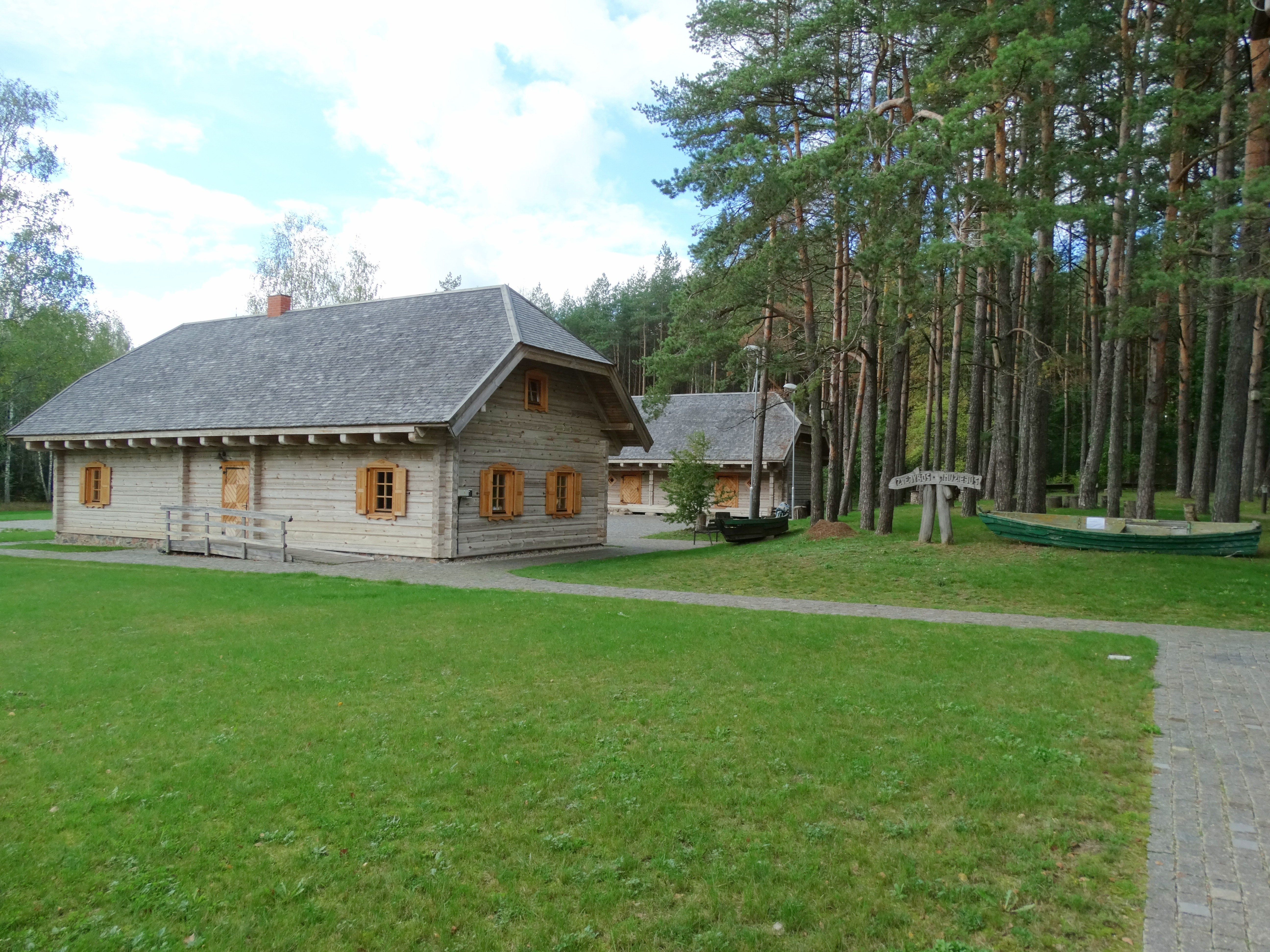
Museo della pesca
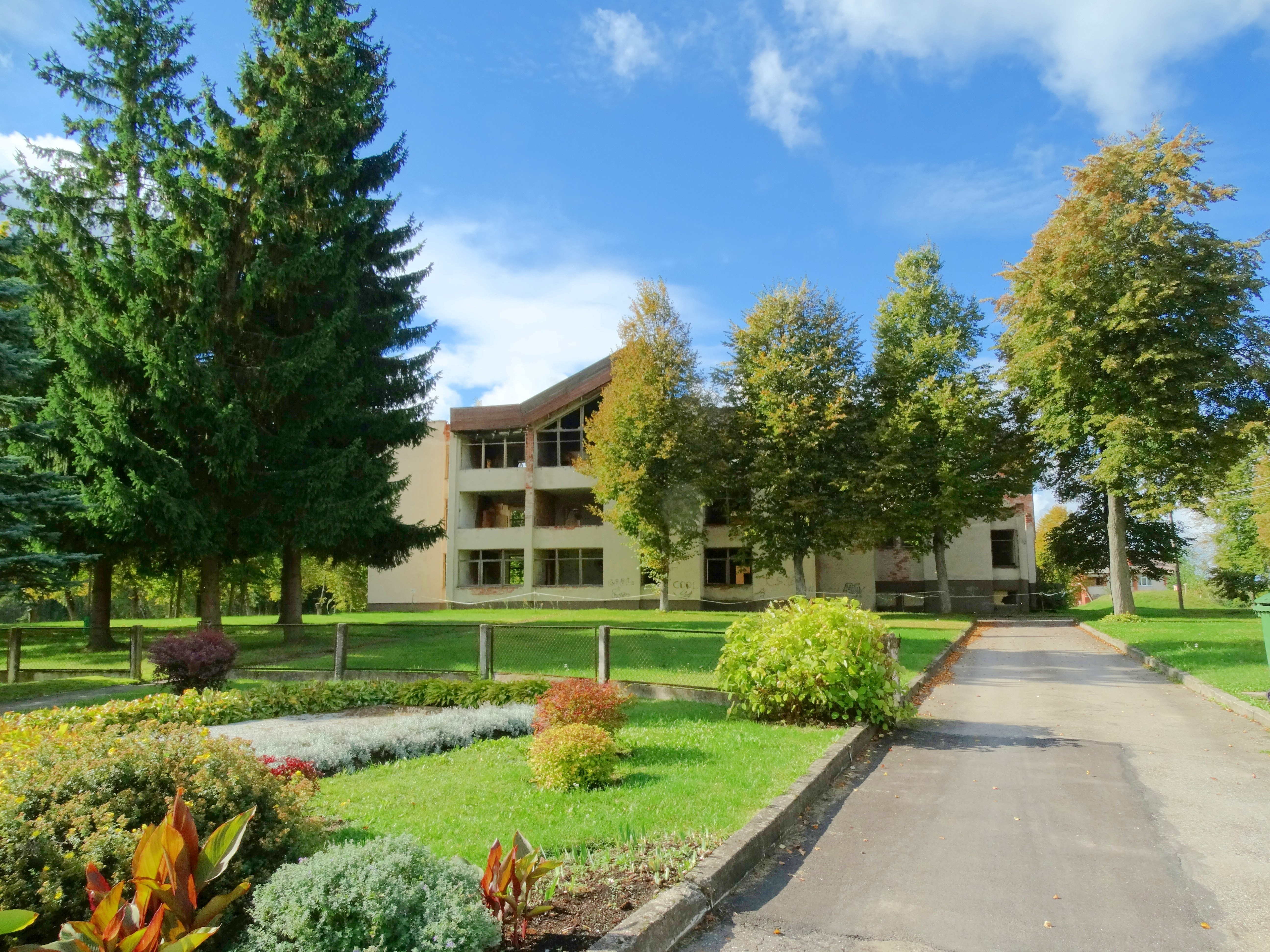
Casa della cultura
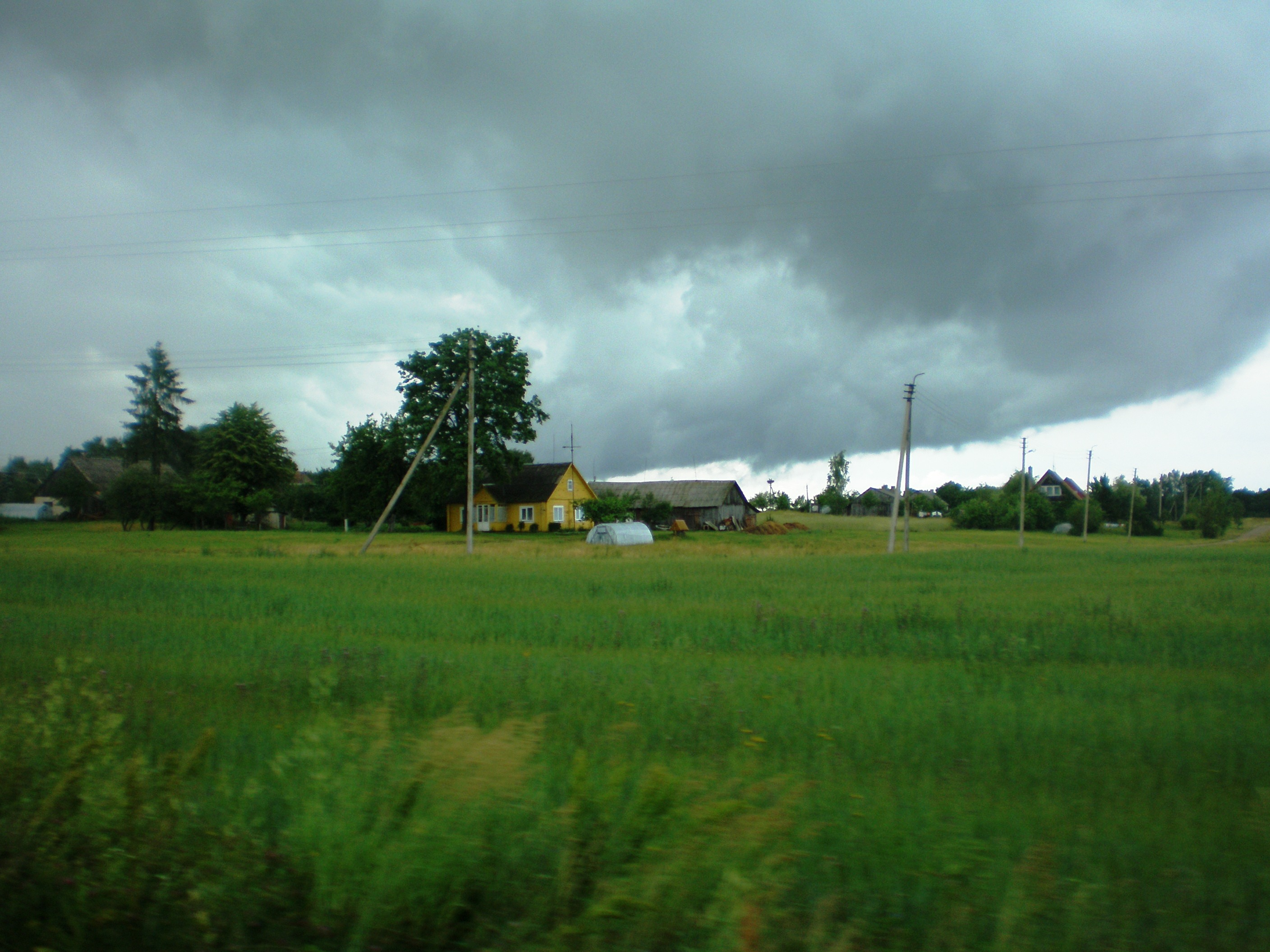
Vista paesaggio provenendo da Labanoras
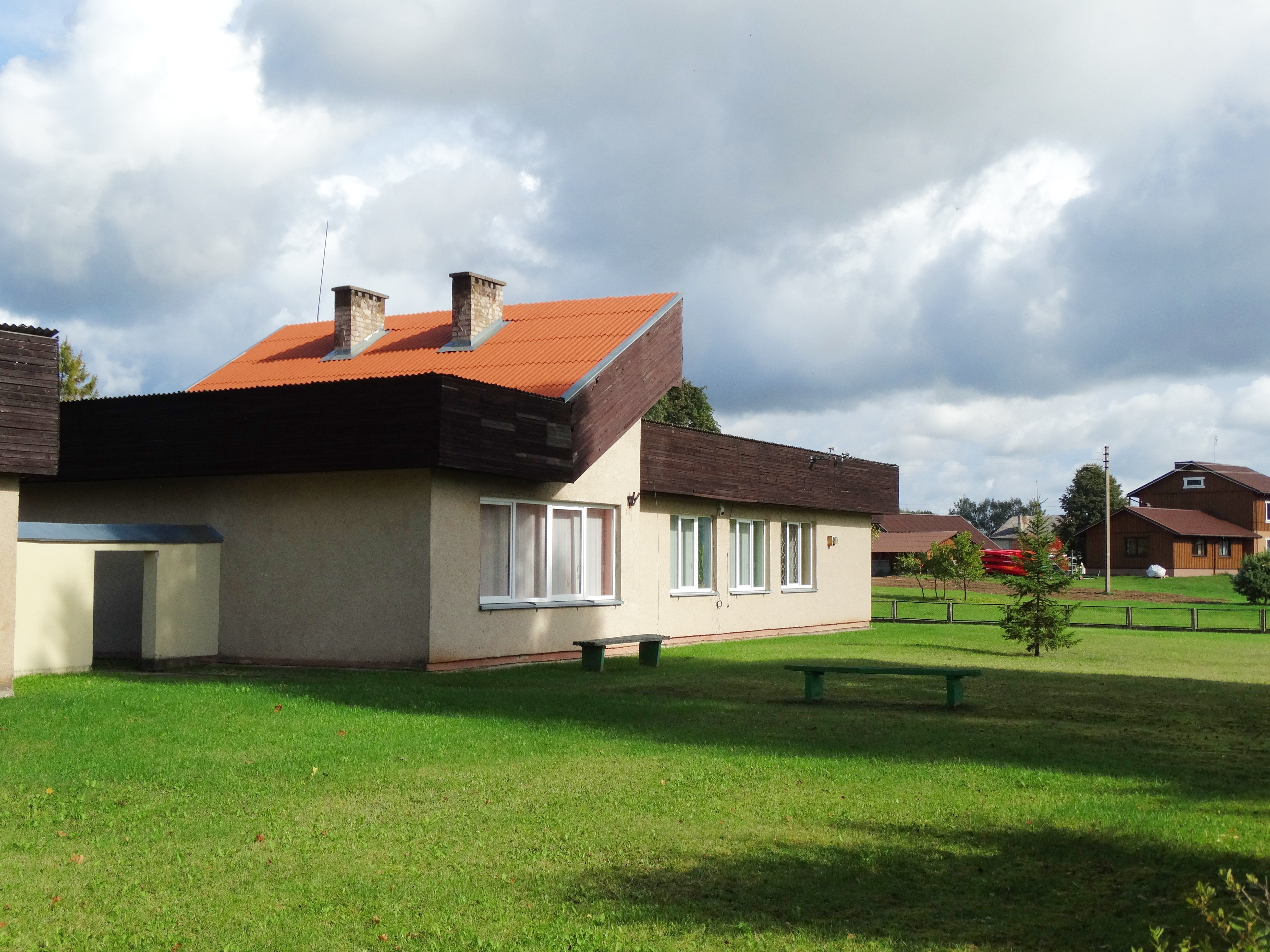
Sede della seniūnija locale
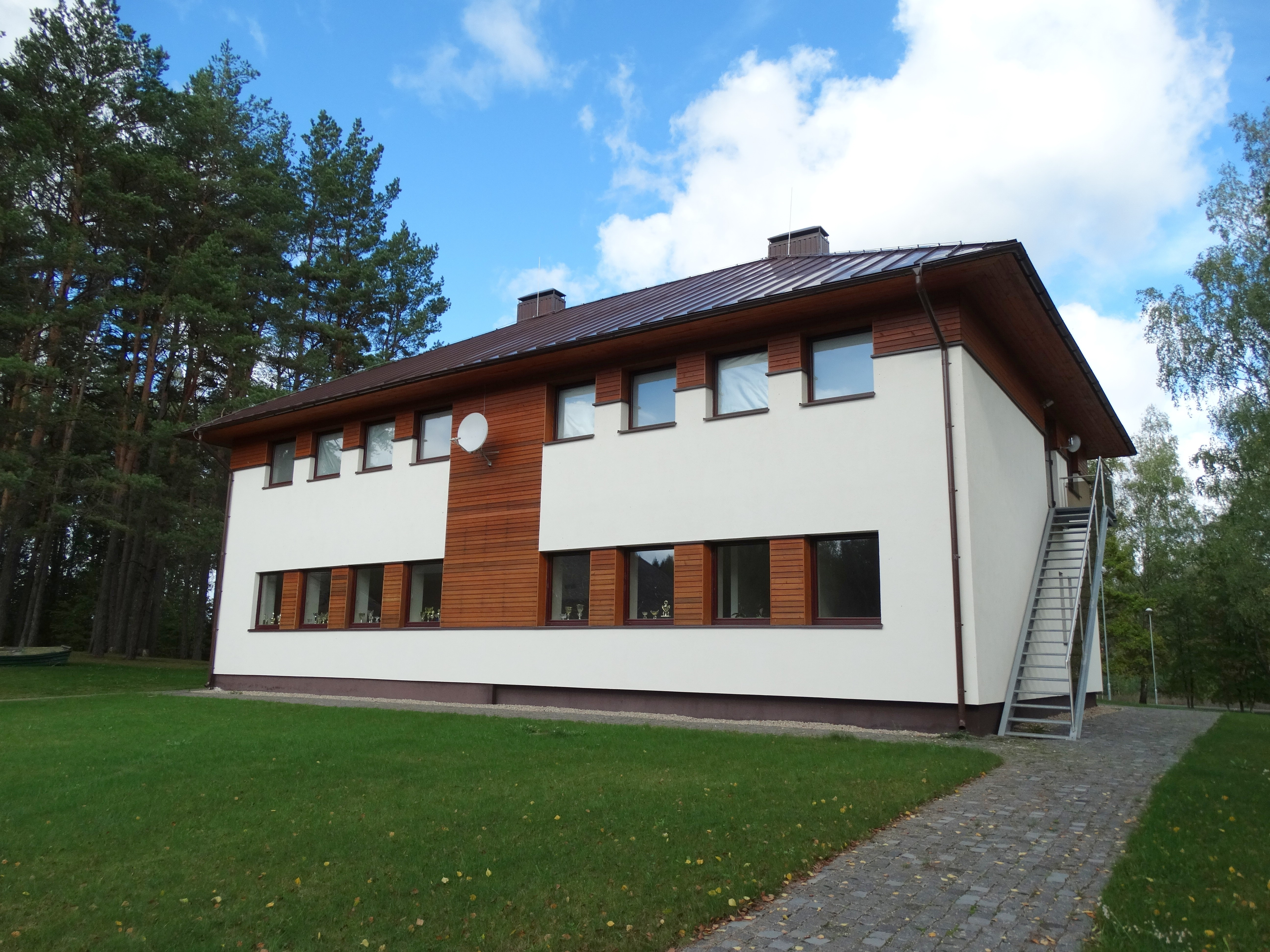
Ex scuola